# Va et poste une sentinelle
Va et poste une sentinelle (titre original : Go Set a Watchman) est un roman de l'écrivaine américaine Harper Lee, publié en 2015. Initialement commercialisé comme la suite du roman Ne tirez pas sur l'oiseau moqueur (1960), livre pour lequel Lee a obtenu le prix Pulitzer de la fiction, il est communément admis désormais qu'il s'agit d'une première version non publiée de ce dernier.
Considéré comme perdu, le manuscrit du livre a été retrouvé dans un coffre de Monroeville en 2011.
Le titre fait référence au Livre d'Isaïe (21:6).

## Résumé
Le roman suit le personnage de Scout Finch, jeune adulte qui voyage de New York à Maycomb (Alabama) pour rendre visite à son père Atticus Finch, près de vingt ans après les événements narrés dans Ne tirez pas sur l'oiseau moqueur.